# Eulophinae
Die Eulophinae bilden eine Unterfamilie der Erzwespenfamilie Eulophidae. Ein Synonym ist Elachertinae Foerster, 1856.

## Merkmale
Die Gruppe wird innerhalb der Familie der Eulophidae mittels phylogenetischer und morphologischer Studien beschrieben. Molekularbiologische Untersuchungen von Burks, Heraty, Gebiola und Hansson (2011) lassen darauf schließen, dass die Gruppe monophyletisch ist. Die Eulophinae zeichnen sich durch folgende Eigenschaften aus: Die Submarginalader vereinigt sich glatt mit dem Parastigma. Die Postmarginalader ist so lang wie die Stigmalader oder länger als diese. Die Submarginalader weist drei oder mehr Äste auf. Die Fühler der Männchen können Verzweigungen aufweisen. Die Fühler besitzen 2, 3 oder 4 Funikularglieder. Die Funikularglieder der Männchen haben häufig lange Äste. Die Axillae sind schwach hervortretend. Das Scutellum weist zwei oder drei Borstenpaare (Setae) auf.

## Verbreitung
Die Eulophinae sind kosmopolitisch verbreitet.

## Lebensweise
Die Eulophinae sind solitäre oder gregäre idiobionte Ektoparasitoide von Larven, manchmal auch Puppen, von Blattminierern oder anderen verborgenen Wirten, die in Blattrollen oder Larvensäcken leben, Pflanzengallen erzeugen oder in Pflanzenstängeln bohren. Viele Arten sind fakultative oder obligate Hyperparasiten und befallen andere Erzwespen, Brackwespen oder Schlupfwespen. Einige Arten aus den Gattungen Eulophus und Euplectrus sind gregäre Ektoparasitoide blattfressender Schmetterlingsraupen. Weiterhin ist bekannt, dass einige Elasmus-Arten Primärparasitoide von Polistes-Larven sind.

## Innere Systematik
Die Unterfamilie umfasst etwa 95 Gattungen. Die Unterfamilie wird von einigen Autoren in die Tribus Cirrospilini, Elasmini (mit der einzigen Gattung Elasmus) und Eulophini untergliedert. Eine artenreiche Gattung ist Elasmus mit 254 Arten. Im Folgenden die Gattungen der Eulophinae nach Noyes (2019).
- Alibertia Risbec, 1951
- Alophomorphella Girault, 1913
- Alophomyia Ashmead, 1904
- Alveoplectrus Wijesekara & Schauff, 1997
- Anumanniola Narendran, 2003
- Arachnolophus Kamijo, 1996
- Aroplectrus Lin, 1963
- Ascotolinx Girault, 1913
- Aulogymnus Foerster, 1851
- Austeulophus Boucek, 1988
- Boucekiola Narendran, 2005
- Cirrospiloidelleus Girault, 1913
- Cirrospilus Westwood, 1832
- Clotildiella Erdos, 1964
- Cobarus Boucek, 1988
- Colpoclypeus Lucchese, 1941
- Cristelacher Schauff & LaSalle, 1993
- Dahlbominus Hincks, 1945
- Dasyeulophus Schauff & LaSalle, 1993
- Dermatopelte Erdos & Novicky, 1951
- Deutereulophus Schulz, 1904
- Deutereulophus Schulz, 1906
- Diaulinopsis Crawford, 1912
- Diaulomorpha Ashmead, 1900
- Dichatomus Foerster, 1878
- Dicladocerus Westwood, 1832
- Diglyphomorpha Ashmead, 1904
- Diglyphomorphomyia Girault, 1913
- Diglyphus Walker, 1844
- Dimmockia Ashmead, 1904
- Dineulophus De Santis, 1985
- Elachertomorpha Ashmead, 1904
- Elachertus Spinola, 1811
- Elasmus Westwood, 1833
- Eulophinusia Girault, 1913
- Eulophomorpha Dodd, 1915
- Eulophomyia De Santis, 1957
- Eulophus Geoffroy, 1762
- Euplectromorpha Girault, 1913
- Euplectrophelinus Girault, 1913
- Euplectrus Westwood, 1832
- Eupronotius Boucek, 1988
- Eurycephaloplectrus Wijesekara & Schauff, 1997
- Gallowayia Boucek, 1988
- Gattonia Boucek, 1988
- Ginsiella Erdos, 1951
- Grotiusomyia Girault, 1917
- Hamonia Risbec, 1957
- Hayatiola Narendran, 2006
- Hemiptarsenus Westwood, 1833
- Hoplocrepis Ashmead, 1890
- Hyssopus Girault, 1916
- Melittobiopsis Timberlake, 1926
- Meruacesa Koçak & Kemal, 2009
- Metaplectrus Ferriere, 1941
- Microlycus Thomson, 1878
- Miotropis Thomson, 1878
- Mohaniella Khan, 1995
- Naumanniola Boucek, 1988
- Necremnoides Girault, 1913
- Necremnus Thomson, 1878
- Nesympiesis Boucek, 1988
- Notanisomorphella Girault, 1913
- Noyesius Boucek, 1988
- Ogmoelachertus Schauff, 2000
- Oxycantha Surekha & Ubaidillah, 1996
- Paraolinx Ashmead, 1894
- Pauahiana Yoshimoto, 1965
- Perinetia Risbec, 1952
- Petiolacus Boucek, 1988
- Platyplectrus Ferriere, 1941
- Pnigalio Schrank, 1802
- Propodeochertus Narendran, 2011
- Pseudiglyphus Girault, 1915
- Pseudiglyphus Girault, 1915
- Renaniana Girault, 1931
- Rhicnopelte Foerster, 1878
- Ryhonos Boucek, 1988
- Semielacher Boucek, 1988
- Setelacher Boucek, 1988
- Seyrigina Risbec, 1952
- Skoka Boucek, 1988
- Stenopetius Boucek, 1988
- Sureshanella Narendran, 2011
- Sympiesis Foerster, 1856
- Sympiesomorpha Ashmead, 1904
- Tooloomius Boucek, 1988
- Trichospilus Ferriere, 1930
- Trielacher Boucek, 1988
- Tylomischus De Santis, 1972
- Xanthella Moczar, 1950
- Zagrammosoma Ashmead, 1904
- Zasympiesis Boucek, 1988
- Zealachertus Boucek, 1978